# رسائل إلى روائي شاب (كتاب)
رسائل إلى روائي شاب (بالإسبانية: Cartas a un joven novelista) هو كتاب من تأليف الكاتب البيروفي ماريو بارغاس يوسا، الحائز على جائزة نويل في الآداب. صدر الكتاب لأول مرة عام 1997. ترجمه إلى اللغة العربية المترجم الفلسطيني صالح علماني، في 130 صفحة وصدر عن دار المدى العراقية عام 2005. يتوجه فيه المؤلف إلى كل من يحاول أن يشق طريقه في عالم الرواية، مستلهمًا روح رسائل إلى شاعر شاب للكاتب الألماني راينر ماريا ريلكه. بأسلوب بسيط ، يوضح يوسا كيف تُبنى الرواية، انطلاقًا من دوافعها النفسية حتى تقنياتها السردية الدقيقة.

## محتوى الكتاب
يتكون الكتاب من 12 رسالة، يشرح فيها المؤلف مفاهيم وتقنيات الكتابة الروائية، يخاطب فيه القارئ مباشرة. وقد اختار يوسا أن يبدأ كل رسالة بعنوان دال، يثير الفضول ويشير إلى مضمونها الرمزي أو النظري. هذه أمثلة من الرسائل: في الرسائل الأولى، يستخدم يوسا رمزي "الدودة الوحيدة" و"الكاتوبليباس" للتعبير عن ولع الكاتب بالرواية كمجال يتطلب تضحية والتزامًا، ويرى أن التجربة الحياتية هي مادة أولية للخيال الأدبي. يؤكد أن الروائي لا يختار مواضيعه بل تفرضها عليه الحياة، لكن مسؤوليته تكمن في ما يصنعه منها أدبيًا.
تتناول الرسائل اللاحقة قضايا محورية: القدرة على الإقناع، التي تعد جوهر نجاح الرواية؛ أهمية الأسلوب بوصفه تعبيرًا صادقًا ومتفرّدًا عن الكاتب؛ اختيار الراوي ومساحته داخل النص؛ واستعمال الزمنين الكرونولوجي والنفسي لخلق الإيهام بالواقع. كما يوضح وجود "مستويات من الواقع" يمكن التلاعب بها، مثل الانتقال من الواقع إلى الخيال دون أن يلحظ القارئ ذلك.
ويقدم يوسا ثلاث تقنيات سردية أساسية: الصندوق الصيني (قصة داخل قصة)، المعلومة المخبأة (عدم الكشف عن كل شيء لتحفيز القارئ)، والأوعية المتصلة (ربط قصتين أو أكثر بزمن أو حدث مشترك). يضرب أمثلة بكتاب كبار مثل كورتاثار، هيمنغواي، وفلوبير لتوضيح هذه المفاهيم.
في الختام، لا يقدّم يوسا وصفة جاهزة للكتابة، بل رؤية عميقة للرواية كفن، ويشجع القارئ على القراءة والتفكير والنقد، وعلى جعل الأدب أسلوب حياة، لا مجرد مهنة.

## اقتباس
«أظن أن من يدخل الأدب بحماسة من يعتنق ديناً، ويكون مستعداً لأن يكرس لهذا الميل وقته وطاقته وجهده، هو وحده من سيكون في وضع يُمَكِّنه من أن يصير كاتباً حقاً، وأن يكتب عملاً يعيش بعده."